# Samuel Dumoulin
Samuel Dumoulin (ur. 20 sierpnia 1980 w Vénissieux) – francuski kolarz szosowy.

## Najważniejsze osiągnięcia
2002
- 1. miejsce na 4. etapie Tour de l’Avenir

2003
- 1. miejsce w Tour de Normandie
- 1. miejsce w Tro Bro Leon
- 3. miejsce w Tour de l’Avenir
  - 1. miejsce na 4. i 10. etapie

2004
- 1. miejsce w Tro Bro Leon

2005
- 1. miejsce na 2. etapie Critérium du Dauphiné Libéré
- 2. miejsce w Tour du Limousin
  - 1. miejsce na 2. etapie

2006
- 1. miejsce w Route Adélie

2008
- 1. miejsce na 2. etapie Circuit de la Sarthe
- 1. miejsce na 3. etapie Tour de France
- 1. miejsce w Tour du Poitou-Charentes
  - 1. miejsce na 2. i 5. etapie

2009
- 1. miejsce na 2. etapie Tour du Limousin

2010
- 1. miejsce w Étoile de Bessèges
  - 1. miejsce na 3. etapie
- 1. miejsce na 6. etapie Volta a Catalunya
- 1. miejsce na 1. etapie La Tropicale Amissa Bongo
- 1. miejsce na 3. etapie Circuit de la Sarthe
- 1. miejsce w Gran Premio dell’Insubria-Lugano

2011
- 1. miejsce na 5. i 7. etapie Volta a Catalunya
- 1. miejsce na 3. etapie Étoile de Bessèges
- 1. miejsce na 1. etapie Tour du Haut Var

2012
- 1. miejsce w Grand Prix d'Ouverture La Marseillaise

2013
- 1. miejsce w Grand Prix de Plumelec-Morbihan
- 1. miejsce na 5. etapie Étoile de Bessèges
- 2. miejsce w Tour de Vendée
- 2. miejsce w Grand Prix d'Ouverture La Marseillaise
- 3. miejsce w GP Ouest-France
- 3. miejsce w Paryż–Bourges

2014
- 2. miejsce w Paryż-Camembert

2015
- 1. miejsce w Drôme Classic

2016
- 1. miejsce w La Roue Tourangelle
- 1. miejsce w Grand Prix de Plumelec-Morbihan
- 1. miejsce w Boucles de l’Aulne
- 1. miejsce w Tour du Doubs
- 4. miejsce w mistrzostwach Europy (start wspólny)
- 2. miejsce w Tour de Vendée
- 2. miejsce w Tour du Finistère
- 3. miejsce w Route Adélie

2017
- 1. miejsce na 1. etapie Tour des Alpes-Maritimes et du Var
- 2. miejsce w Paryż-Camembert
- 3. miejsce w Grand Prix de Plumelec-Morbihan

2018
- 2. miejsce w La Roue Tourangelle
- 3. miejsce w Grand Prix de Plumelec-Morbihan